# 미키와 콩나무
《미키와 콩나무》(영어: Fun and Fancy Free)는 월트 디즈니 피처 애니메이션이 제작한 1947년 미국 만화 영화이다. 두 가지의 스토리가 있다. 서커스 곰 봉고와 루루벨의 사랑이야기와 미키,구피,도날드 덕이 콩나무를 타고 올라가 거인의 성으로 가서 마법의 하프를 되찾아 오는 이야기이다.
한국어 더빙 버전은 1980년대에 출시되었는데.
이 영화는 한국의 KBS 텔레비전에서 방영되었는데, 노래 전체가 한국어로 더빙되지 않았고, 영어로 남아 이 언어를 대신 사용했지만 더빙을 하지 않고 자막을 사용했고. 
여기에 적힌 더빙 버전은 퍼블릭 도메인이 공개된 후 허가 없이 더빙된 버전이기 때문입니다. 공식 더빙 버전은 광학을 사용하지 않습니다. 장광이 1989년에 한 공식 미키 마우스 더빙도 광학적으로 하지 않았습니다. 미키와 콩나무는 더빙 작품이 아닙니다. 예를 들어 김성희가 이 미키 단편 영화에서 도날드 덕의 목소리를 맡았고 루드윅 셜록 폰 드레이크 교수의 내레이션이 있었습니다.
1991년에 한국에서 VHS 비디오 카세트 테이프와 DVD로 출시되었습니다.

## 음악
- "I'm A Happy-Go-Lucky Fellow"
- "My Favorite Dream" - 미키와 콩줄기 中
- "Too Good to be True" - 서커스 곰 봉고 中
- "Say It With a Slap" - 서커스 곰 봉고 中
- "Lazy Countryside" - 서커스 곰 봉고 中
- "Fun and Fancy Free" - 오프닝
- "My, What a Happy Day" - 미키와 콩줄기 中

## 줄거리
크리켓 지미니는 어느 커다란 집의 큰 화초 속에서 처음 등장한다. "나는 걱정 없는 즐거운 친구"라는 노래를 부르며 이곳저곳을 돌아다니다가 우연히 인형과 테디베어, 그리고 레코드 플레이어와 여러 장의 레코드를 발견한다. 그중 하나는 배우 다이나 쇼어가 해설하는 음악 로맨스 이야기인 《봉고》였다. 지미니는 레코드 플레이어를 틀어 《봉고》 이야기를 들려주기로 한다.
이야기는 자유를 갈망하는 서커스 곰 봉고의 모험을 다룬다. 봉고는 사육 환경에서 자라며 공연으로 찬사를 받았지만, 무대 밖에서는 혹독한 대우를 받았다. 그러던 중 서커스 기차를 타고 이동하던 봉고는 자연의 본능(야생의 부름)이 일깨워져 탈출을 감행한다. 숲으로 들어선 뒤 하루가 지나자 새로운 삶에 대한 이상적인 기대는 산산조각이 나고, 험난한 현실을 마주하게 된다.
하지만 다음 날 아침, 봉고는 룰루벨이라는 암컷 곰을 만난다. 두 곰은 곧바로 사랑에 빠지지만, 얼마 지나지 않아 봉고는 숲속에서 연적을 만나게 된다. 거대한 체구의 악랄한 곰 럼프조가 그였다. 봉고는 룰루벨이 자신을 때리는 것이 애정 표현이라는 것을 이해하지 못했고, 룰루벨이 실수로 럼프조를 때리자 럼프조는 그녀를 자신의 짝으로 선언하며 다른 모든 곰들에게 새로운 커플의 축하연을 강요한다. 봉고는 야생 곰들 사이에서 서로를 때리는 행위의 의미를 깨닫고 럼프조에게 도전장을 내민다. 싸움 도중 봉고는 럼프조를 교묘히 따돌리지만, 결국 둘은 위험한 강물에 빠져 폭포 아래로 떨어진다. 럼프조는 물살에 휩쓸려 다시는 모습을 보이지 않게 되지만, 봉고는 모자 덕분에 추락을 면하고 마침내 룰루벨을 자신의 짝으로 맞이한다.
이야기가 끝난 후 지미니가 나가려는 찰나, 루아나 패튼의 생일 초대장을 발견한다. 찰리 맥카시, 모티머 스너드, 에드거 버겐이 길 건너편 집에서 파티를 열고 있었다. 들뜬 마음으로 지미니는 창문을 통해 집을 나와 건너편 집으로 깡충깡충 뛰어간다. 루아나, 찰리, 모티머, 에드거가 파티를 즐기는 동안 그는 조용히, 그리고 아무것도 모르는 듯 파티에 참석한다. 에드거는 그들을 즐겁게 해주기 위해 이야기를 들려주기로 한다.
《잭과 콩나무》를 패러디한 이 이야기는 노래하는 황금 하프가 늘 생기를 불어넣어 주던 평화로운 시골 마을 해피 밸리에서 시작된다. 그러던 어느 날 정체불명의 인물이 성에서 하프를 훔쳐가면서 마을은 극심한 가뭄에 시달리며 혼란과 절망에 빠진다. 몇 주가 지나자 농민들만이 남게 되었고, 이야기는 그중 미키와 도널드, 구피라는 세 농민에 초점을 맞춘다. 세 사람에게는 빵 한 조각과 콩 한 알만이 남아 있었는데, 허기에 미친 도널드는 접시와 식기로 샌드위치를 만들려 하다가 도끼로 그들이 키우는 소를 잡으려 한다. 미키는 식량을 구하기 위해 소를 팔기로 결심한다.
구피와 도널드는 다시 먹을 것을 구할 수 있다는 생각에 기뻐하지만, 미키가 돌아와서 마법의 콩이라는 콩 한 통과 소를 교환했다고 말하자 실망한다. 사기를 당했다고 생각한 도널드는 화가 나서 콩을 마룻바닥 구멍으로 던져버린다. 하지만 그날 밤, 그 콩은 정말 마법의 콩이었음이 드러나는데, 거대한 콩나무가 자라나면서 집을 들어 올린 것이다.
다음 날 아침, 미키와 도널드, 구피는 콩나무 꼭대기에서 자신들이 거대한 마법의 왕국에 와 있다는 것을 발견한다. 주변 환경에 비해 그들의 크기가 아주 작아 보일 정도였다. 그들은 결국 거대한 성에 도착해 푸짐한 잔치 음식을 마음껏 먹는다. 그곳에서 작은 상자에 갇힌 하프를 발견하게 되고, 하프는 '사악한' 거인에게 납치되었다고 설명한다. 바로 그때 윌리라는 거인이 들어와서 투덜대며 화를 내다가도 곧이어 즐거운 노래를 부르며 자신의 비행 능력과 투명 능력, 변신 능력을 뽐낸다.
윌리가 점심을 먹으려 할 때, 그가 샌드위치에 칠리 페퍼를 뿌리자 그 안에 숨어 있던 미키가 재채기를 하는 바람에 들키고 만다. 미키는 손금을 읽어주는 척하며 거인의 신뢰를 얻는다. 윌리가 자신의 능력을 자랑하겠다고 하자 미키는 근처에 있던 파리채를 발견하고 파리로 변신해 달라고 부탁한다. 하지만 윌리는 분홍색 토끼로 변신하겠다고 제안하고, 변신한 뒤 파리채를 든 미키와 도널드, 구피를 보게 된다. 화가 난 윌리는 도널드와 구피를 붙잡아 하프의 상자에 가둔다.
미키는 어찌할 바를 모르지만, 윌리를 자장가로 재우기 시작한 하프의 도움으로 친구들을 구출하고 하프를 데리고 도망친다. 하지만 윌리가 잠에서 깨어나 그들을 발견하고 콩나무까지 쫓아온다. 미키는 도널드와 구피가 밑바닥까지 내려갈 때까지 윌리를 지연시키고, 그들은 콩나무를 베기 시작한다. 미키는 친구들이 콩나무를 다 베는 것을 돕기 위해 겨우 제때 도착하고, 콩나무를 타고 내려오던 거인은 추락해 죽은 것으로 추정된다.
에드거 버겐의 집으로 돌아와서, 그는 하프가 돌아오면서 해피 밸리가 다시 번영을 되찾았다고 이야기를 마무리한다. 그는 윌리의 죽음을 슬퍼하는 모티머를 위로한다. 에드거가 윌리는 허구의 인물이라고 말하는 순간, 추락에서 살아남은 거인이 나타나 버겐의 집 지붕을 벗겨낸다. 윌리는 미키의 행방을 묻지만, 에드거는 충격으로 기절하고 모티머는 윌리에게 잘 자라고 인사한다. 영화는 지미니가 집을 떠나고 윌리가 미키를 찾아 할리우드를 돌아다니는 장면으로 끝이 난다.

## 리뷰
《미키와 콩나무》은 로튼 토마토의 9개의 리뷰를 기반으로 총 67%의 신선도 평가를 받았으며, 5.4/10의 가중 평균 점수를 받았다..

## 등장인물
봉고, 루루벨, 럼프저, 지미니 크리켓, 미키마우스, 도날드덕, 구피, 윌리, 하프, 찰리, 몰티머, 벌겐 등

## 한국어 성우

### KBS 더빙 버전 (198?)
아무 이유 없이 더빙 스튜디오가 알려지지 않았지만 1991년 대한민국 VHS에서 제작한 (주)신한프로덕션과 드림박스 홈 비디오였습니다.
- 탁원제 - 지미니 크리켓 (클리프 에드워즈)
- 최수민 - 미키마우스 (월트디즈니)
- 장유진 - 도널드 덕 (클라런스 내쉬)
- 박상일 – 구피 구프 (핀토 콜빅)
- 김수경 – 노래하는 하프 (아니타 고든)
- 이호인 - 윌리 더 자이언트(빌리 길버트)
- ? - 에드거 버겐
- ? - 찰리 매카시 (에드거 버겐)
- ? - 모티머 스너드 (에드거 버겐)
- ? - 루아나 패튼
- ? - (서커스 곰 봉고의) 내레이터 (디나 쇼어)

### 대체 더빙 버전(1989)
- 장승길 - 루트비히 폰 드레이크
- ? - 허먼 더 부틀 비틀
- 장광이 - 미키마우스
- 김성희 - 도날드 덕
- 박상일 – 구피 구프
- ? – 노래하는 하프
- ? - 윌리 더 자이언트

## 출연

### 주연
- 월트 디즈니
- 클로렌스 내쉬

### 조연
- 핀토 콜비그
- 빌리 길버트
- 클리프 에드워즈
- 에드가 버겐
- 루아나 패튼
- 다이나 쇼어

## 같이 보기
- 월트 디즈니 픽처스의 영화 목록